# Endō Yasuhito
Endō Yasuhito (遠藤 保仁 (Viễn Đằng Bảo Nhân)) (sinh ngày 28 tháng 1 năm 1980) là cầu thủ bóng đá chuyên nghiệp người Nhật Bản hiện đang thi đấu ở vị trí tiền vệ cho câu lạc bộ Júbilo Iwata tại J1 League.
Trong suốt sự nghiệp thi đấu của mình, Endō chỉ chơi bóng tại J1 League và chủ yếu là cho câu lạc bộ Gamba Osaka. Anh đã giành được tất cả các danh hiệu vô địch trong nước và một lần giành chức vô địch AFC Champions League.
Ở đội tuyển quốc gia Nhật Bản, anh hiện là cầu thủ Nhật Bản có số lần khoác áo đội tuyển nhiều nhất trong lịch sử và từng tham dự ba kỳ World Cup 2006, 2010 và 2014.

## Sự nghiệp câu lạc bộ
Endō từng có thời gian thi đấu cho Yokohama Flügels và Kyoto Purple Sanga vào giai đoạn 1998-2000. Đến năm 2001, anh chuyển đến Gamba Osaka và nhanh chóng trở thành cầu thủ quan trọng của đội. Vào năm 2005, anh cùng câu lạc bộ giành danh hiệu vô địch J1 League lần đầu tiên và giành chức vô địch AFC Champions League vào năm 2008, giải đấu mà anh cũng được bầu chọn là Cầu thủ xuất sắc nhất.
Endō đã được lựa chọn vào Đội hình Tiêu biểu của J. League trong suốt mười năm liên tục, từ năm 2003 đến năm 2012. Tại Giải vô địch bóng đá thế giới các câu lạc bộ 2008, anh ghi được hai bàn thắng lần lượt trong các trận đấu với Adelaide United (bàn thắng duy nhất của trận đấu) và Manchester United. Năm 2009, anh được Liên đoàn bóng đá châu Á (AFC) trao tặng danh hiệu "Cầu thủ xuất sắc nhất châu Á" năm 2009.
Năm 2012, Endō cùng Gamba Osaka với vị trí áp chót tại J. League 1 đã phải xuống thi đấu tại J2 League. Một năm sau đó, anh và Osaka đã vô địch J. League 2 và trở lại với giải đấu quen thuộc.

## Sự nghiệp đội tuyển quốc gia
Endō là thành viên đội tuyển U-20 Nhật Bản giành vị trí á quân tại Giải vô địch bóng đá U-20 thế giới năm 1999 tại Nigeria. Năm 2000, anh cùng đội tuyển U-23 Nhật Bản tham dự Thế vận hội Mùa hè 2000.
Endō bắt đầu thi đấu cho Đội tuyển bóng đá quốc gia Nhật Bản từ năm 2002 trong trận đấu giao hữu với Argentina. Không được chọn tham dự World Cup 2002 tổ chức tại quê nhà, anh đã có giải đấu lớn đầu tiên cùng đội tuyển Nhật Bản là Cúp bóng đá châu Á 2004, giải đấu mà Nhật Bản giành chức vô địch sau khi đánh bại Trung Quốc 3-1 trong trận chung kết. Tại Cúp bóng đá châu Á 2007, Endō có một bàn thắng, trong trận thắng đội tuyển Việt Nam 4-1 tại vòng bảng bằng một quả sút phạt trực tiếp. Anh có danh hiệu vô địch Cúp bóng đá châu Á lần thứ hai cùng đội tuyển Nhật Bản vào năm 2011.
Tại World Cup 2006, Endō được triệu tập vào đội tuyển Nhật Bản nhưng đã không được ra sân trong cả ba trận đấu vòng bảng. Bốn năm sau, anh được huấn luyện viên Okada Takeshi tạo cơ hội góp mặt tại World Cup 2010. Ngày 24 tháng 6, trong trận đấu cuối cùng của vòng bảng World Cup 2010 với Đan Mạch, Endō đã có pha sút phạt trực tiếp đẹp mắt đánh bại thủ môn Đan Mạch Thomas Sorensen nâng tỉ số lên 2-0 cho Nhật Bản. Trong trận này, anh còn một pha sút phạt khác làm bóng chạm cột dọc. Chiến thắng chung cuộc 3-1 giúp đội tuyển Nhật Bản chính thức giành quyền vào vòng 1/16.
Ngày 12 tháng 10 năm 2010, trong trận giao hữu với Hàn Quốc, anh trở thành cầu thủ thứ tư có 100 lần khoác áo đội tuyển Nhật Bản. Ngày 16 tháng 10 năm 2012, Endo chính thức trở thành cầu thủ có số lần khoác áo đội tuyển nhiều nhất, với trận đấu thứ 123, vượt qua kỷ lục cũ 122 trận của Ihara Masami trong trận giao hữu thua đậm Brasil 4-0. Đến năm 2014, anh đã khoác áo đội tuyển quốc gia 145 lần.
Ở tuổi 34, anh tiếp tục có tên trong danh sách 23 cầu thủ Nhật Bản tham dự World Cup 2014 tại Brasil và được vào sân từ băng ghế dự bị trong hai trận đấu với Côte d'Ivoire và Hy Lạp. Tuy nhiên, đội tuyển Nhật Bản đã rời giải ngay sau đó khi chỉ giành được 1 điểm, chỉ ghi được 2 bàn thắng và bị thủng lưới 6 bàn.
Tháng 12 năm 2014, Endo được tân huấn luyện viên Javier Aguirre điền tên vào đội hình đội tuyển Nhật Bản tham dự Cúp bóng đá châu Á 2015 tại Úc. Anh chính là người ghi bàn thắng đầu tiên của đội tuyển Nhật Bản tại giải đấu này trong chiến thắng 4-0 trước Palestine. Trong trận đấu vòng bảng thứ hai với Iraq ngày 16 tháng 1 năm 2015, anh được ra sân ngay từ đầu và đây chính là trận đấu thứ 150 của anh cho đội tuyển. Tuy nhiên, đội tuyển Nhật Bản đã bị loại khỏi tứ kết ở giải đấu này khi để thua Các Tiểu vương quốc Ả Rập Thống nhất với tỉ số 4–5 trên chấm 11m sau khi hai đội hòa nhau với tỉ số 1–1 sau 120 phút thi đấu.
Ngày 23 tháng 1 năm 2015, sau kì Asian Cup 2015 không thành công của đội tuyển Nhật Bản, Endō Yasuhito chính thức giã từ đội tuyển quốc gia Nhật Bản sau 13 năm gắn bó, tổng cộng anh đã 152 lần khoác áo đội tuyển quốc gia và ghi được 15 bàn thắng.

## Thống kê sự nghiệp

### Câu lạc bộ
Tính đến 18 tháng 1 năm 2016
| Câu lạc bộ          | Mùa bóng            | Giải vô địch quốc gia | Giải vô địch quốc gia | Cúp Hoàng đế | Cúp Hoàng đế | Cúp quốc gia | Cúp quốc gia | Champions League | Champions League | Khác    | Khác      | Tổng cộng | Tổng cộng |
| Câu lạc bộ          | Mùa bóng            | Số trận               | Bàn thắng             | Số trận      | Bàn thắng    | Số trận      | Bàn thắng    | Số trận          | Bàn thắng        | Số trận | Bàn thắng | Số trận   | Bàn thắng |
| ------------------- | ------------------- | --------------------- | --------------------- | ------------ | ------------ | ------------ | ------------ | ---------------- | ---------------- | ------- | --------- | --------- | --------- |
| Yokohama Flügels    | 1998                | 16                    | 1                     | -            | -            | 4            | 0            | —                | —                | —       | —         | 20        | 1         |
| Yokohama Flügels    | Tổng cộng           | 16                    | 1                     | -            | -            | 4            | 0            | —                | —                | —       | —         | 20        | 1         |
| Kyoto Purple Sanga  | 1999                | 24                    | 4                     | 2            | 0            | 2            | 0            | —                | —                | —       | —         | 28        | 4         |
| Kyoto Purple Sanga  | 2000                | 29                    | 5                     | 1            | 0            | 6            | 1            | —                | —                | —       | —         | 36        | 6         |
| Kyoto Purple Sanga  | Tổng cộng           | 53                    | 9                     | 3            | 0            | 8            | 0            | —                | —                | —       | —         | 64        | 10        |
| Gamba Osaka         | 2001                | 29                    | 4                     | 3            | 1            | 4            | 0            | —                | —                | —       | —         | 36        | 5         |
| Gamba Osaka         | 2002                | 30                    | 5                     | 1            | 0            | 8            | 1            | —                | —                | —       | —         | 39        | 6         |
| Gamba Osaka         | 2003                | 30                    | 4                     | 2            | 0            | 6            | 0            | —                | —                | —       | —         | 38        | 4         |
| Gamba Osaka         | 2004                | 29                    | 9                     | 3            | 0            | -            | -            | —                | —                | —       | —         | 32        | 9         |
| Gamba Osaka         | 2005                | 33                    | 10                    | 2            | 0            | 4            | 0            | —                | —                | —       | —         | 39        | 10        |
| Gamba Osaka         | 2006                | 25                    | 9                     | 4            | 1            | -            | -            | 5                | 3                | 4       | 1         | 38        | 14        |
| Gamba Osaka         | 2007                | 34                    | 8                     | 4            | 0            | 8            | 1            | —                | —                | 1       | 0         | 47        | 9         |
| Gamba Osaka         | 2008                | 27                    | 6                     | 3            | 0            | 1            | 0            | 10               | 3                | 3       | 2         | 44        | 11        |
| Gamba Osaka         | 2009                | 32                    | 10                    | 4            | 3            | 2            | 0            | 6                | 1                | 1       | 0         | 45        | 14        |
| Gamba Osaka         | 2010                | 30                    | 3                     | 2            | 2            | -            | -            | 3                | 0                | 1       | 0         | 36        | 5         |
| Gamba Osaka         | 2011                | 33                    | 4                     | -            | -            | -            | -            | 7                | 1                | -       | -         | 40        | 5         |
| Gamba Osaka         | 2012                | 34                    | 5                     | 4            | 3            | 2            | 0            | 4                | 1                | -       | -         | 44        | 9         |
| Gamba Osaka         | 2013                | 33                    | 5                     | 0            | 0            | -            | -            | -                | -                | -       | -         | 33        | 5         |
| Gamba Osaka         | 2014                | 34                    | 6                     | 5            | 0            | 6            | 0            | -                | -                | -       | -         | 45        | 6         |
| Gamba Osaka         | 2015                | 37                    | 5                     | 4            | 0            | 3            | 1            | 12               | 0                | 1       | 0         | 58        | 6         |
| Gamba Osaka         | 2016                | 0                     | 0                     | 0            | 0            | 0            | 0            | 0                | 0                | 0       | 0         | 0         | 0         |
| Gamba Osaka         | Tổng cộng           | 470                   | 93                    | 42           | 10           | 44           | 3            | 47               | 9                | 11      | 3         | 614       | 118       |
| Tổng cộng sự nghiệp | Tổng cộng sự nghiệp | 539                   | 103                   | 46           | 10           | 57           | 4            | 47               | 9                | 11      | 3         | 699       | 129       |

### Đội tuyển quốc gia
| Đội tuyển bóng đá Nhật Bản | Đội tuyển bóng đá Nhật Bản | Đội tuyển bóng đá Nhật Bản |
| Năm                        | Trận                       | Bàn                        |
| -------------------------- | -------------------------- | -------------------------- |
| 2002                       | 1                          | 0                          |
| 2003                       | 11                         | 1                          |
| 2004                       | 16                         | 2                          |
| 2005                       | 8                          | 0                          |
| 2006                       | 8                          | 0                          |
| 2007                       | 13                         | 1                          |
| 2008                       | 16                         | 3                          |
| 2009                       | 12                         | 0                          |
| 2010                       | 15                         | 2                          |
| 2011                       | 13                         | 0                          |
| 2012                       | 11                         | 1                          |
| 2013                       | 16                         | 2                          |
| 2014                       | 8                          | 2                          |
| 2015                       | 3                          | 1                          |
| Tổng cộng                  | 151                        | 15                         |

### Bàn thắng quốc tế
| #   | Ngày                 | Địa điểm                                           | Đối thủ              | Bàn thắng | Kết quả | Giải đấu                         |
| --- | -------------------- | -------------------------------------------------- | -------------------- | --------- | ------- | -------------------------------- |
| 1.  | 20 tháng 8 năm 2003  | Sân vận động Olympic Tokyo, Nhật Bản               | Nigeria              | 3–0       | 3–0     | Giao hữu                         |
| 2.  | 7 tháng 2 năm 2004   | Sân vận động Kashima, Nhật Bản                     | Malaysia             | 4–0       | 4–0     | Giao hữu                         |
| 3.  | 7 tháng 7 năm 2004   | Sân vận động Quốc tế Yokohama, Nhật Bản            | Serbia và Montenegro | 1–0       | 1–0     | Cúp Kirin                        |
| 4.  | 16 tháng 7 năm 2007  | Sân vận động Quốc gia Mỹ Đình, Hà Nội, Việt Nam    | Việt Nam             | 1–2       | 1–4     | Cúp bóng đá châu Á 2007          |
| 5.  | 6 tháng 2 năm 2008   | Sân vận động Saitama, Saitama, Nhật Bản            | Thái Lan             | 1–0       | 4–1     | Vòng loại World Cup 2010         |
| 6.  | 7 tháng 6 năm 2008   | Sân vận động cảnh sát hoàng gia Oman, Muscat, Oman | Oman                 | 1–1       | 1–1     | Vòng loại World Cup 2010         |
| 7.  | 6 tháng 9 năm 2008   | Sân vận động Quốc gia Bahrain, Riffa, Bahrain      | Bahrain              | 0–2       | 2–3     | Vòng loại World Cup 2010         |
| 8.  | 14 tháng 2 năm 2010  | Sân vận động Olympic Quốc gia, Tokyo, Nhật Bản     | Hàn Quốc             | 1–0       | 1–3     | Giải vô địch bóng đá Đông Á 2010 |
| 9.  | 24 tháng 6 năm 2010  | Sân vận động Royal Bafokeng, Rustenburg, Nam Phi   | Đan Mạch             | 2–0       | 3–1     | World Cup 2010                   |
| 10. | 15 tháng 8 năm 2012  | Sapporo Dome, Sapporo, Nhật Bản                    | Venezuela            | 1–0       | 1–1     | Giao hữu                         |
| 11. | 6 tháng 9 năm 2013   | Sân vận động Nagai, Osaka, Nhật Bản                | Guatemala            | 3–0       | 3–0     | Giao hữu                         |
| 12. | 10 tháng 9 năm 2013  | Sân vận động Quốc tế Yokohama, Yokohama, Nhật Bản  | Ghana                | 2–1       | 3–1     | Giao hữu                         |
| 13. | 2 tháng 6 năm 2014   | Sân vận động Raymond James, Tampa, Hoa Kỳ          | Costa Rica           | 1–1       | 1–3     | Giao hữu                         |
| 14. | 14 tháng 11 năm 2014 | Sân vận động Toyota, Toyota, Nhật Bản              | Honduras             | 3–0       | 6–0     | Giao hữu                         |
| 15. | 12 tháng 1 năm 2015  | Sân vận động Newcastle, Newcastle, Úc              | Palestine            | 1–0       | 4–0     | Cúp bóng đá châu Á 2015          |

## Danh hiệu

### Câu lạc bộ
Yokohama Flügels
- Cúp Hoàng đế Nhật Bản (1): 1998

Gamba Osaka
- J. League 1 (1): 2005
- J. League 2 (1): 2013
- Cúp Hoàng đế Nhật Bản (2): 2008, 2009
- Cúp J. League (1): 2007
- Siêu cúp bóng đá Nhật Bản (1): 2007
- AFC Champions League (1): 2008
- Pan-Pacific Championship (1): 2008

### Đội tuyển quốc gia
- Cúp bóng đá châu Á (2): 2004, 2011
- Cúp bóng đá châu Phi-châu Á (1): 2007
- Cúp Kirin (4): 2004, 2007, 2008, 2009

### Cá nhân
- Cầu thủ châu Á xuất sắc nhất năm 2009
- Cầu thủ xuất sắc nhất AFC Champions League năm 2008
- Đội hình Tiêu biểu của J. League liên tiếp từ năm 2003 đến năm 2012, 2014
- Cầu thủ Nhật Bản xuất sắc nhất năm 2008